# 北國凶靈
《北國凶靈》是由尤沃金·提爾執導的挪威心理驚悚片，由艾莉·哈柏、Kaya Wilkins、Henrik Rafaelsen、Ellen Dorrit Petersen主演，入選奧斯卡最佳外語片挪威代表。

## 故事簡介
一名从乡下搬到奥斯陆的单纯挪威女孩（席玛），在大学体验新生活。
在入学后，在图书馆里因一次癫痫事件遇见美丽的的同学安雅，她们有着深厚友谊，席玛开始发现自己拥有令她爸妈向来畏惧已久的超能力。随着学期持续， 席玛对安雅的好感也越来越强烈，但突如其来的神秘事件越来越多，席玛开始发现她的超能力与家族的祕密有关，必须被迫去面对她过去悲剧性的秘密，以及那骇人超能力的后果，最终学会了操作她自己的超能力。

## 分級制度
| 國家／地區 | 級別          |
| 台灣       | R15(輔15級)   |
| 香港       | IIB(HKIFF 42) |
| 新加坡     | R21           |

## 外部連結
- 互联网电影数据库（IMDb）上《北國凶靈》的资料（英文）
- 爛番茄上《北國凶靈》的資料（英文）
- 豆瓣电影上《北國凶靈》的資料 （简体中文）
- 时光网上《北國凶靈》的資料（简体中文）